# Убиство (ТВ серија)
Убиство (енгл. The Killing) је америчка криминалистичко-драмска телевизијска серија која је премијерно емитована 3. априла 2011. године на каналу AMC, заснована на данској телевизијској серији Злочин. Америчку верзију је развила Вина Сјуд и продуцирали Fox Television Studios и Fuse Entertainment. Постављена у Сијетлу, серија прати разне истраге убистава од стране детектива за убиства Саре Лајнден и Стивена Холдер.
У Србији се приказивала од 1. априла до 3. јуна 2020. године на каналу Нова, титлована на српски језик. Титлове је радио студио Блу хаус.